# Гай Клавдій Гортатор
Гай Клавдій Гортатор (лат. Gaius Claudius Hortator; IV століття до н. е.) — політичний, державний і військовий діяч Римської республіки, начальник кінноти 337 року до н. е.

## Життєпис
Походив з патриціанського роду Клавдіїв, однак про його батьків, молоді роки відомостей не збереглося.
337 року диктатор Гай Клавдій Красс Інрегілленс, якого було обрано для війни з сідіцинами, призначив Гая Клавдія своїм заступником — начальником кінноти. Але вони були змушені скласти з себе посади, так як авгури оголосили, що обрання відбулося при несприятливих знаменнях. Ймовірно в цьому відобразилася боротьба між патриціанськими групами у сенаті.
З того часу про подальшу долю Гая Клавдія Гортатора згадок немає.